# افراز عدد صحیح
در این مقاله از افرازهای یک عدد صحیح یا از آنچه که با گردایه‌ای از اشیاء یکسان هم ارز است بحث می‌کنیم. در حالتی که اشیاء یکسان نباشند، مسئله تحت عنوان «افرازهای یک مجموعه» در می‌آید که در بحث این مقال نیست.

## چگونگی افراز
چون تعداد افرازهای ۵ برابر ۷ است، می‌نویسیم {\displaystyle p(5)=7} ؛ به طور کلی فرض کنیم {\displaystyle p(n)} تعداد افرازهای عدد صحیح مثبت {\displaystyle n} را نشان دهد. در افرازی مانند ۲ + ۳ بالا هریک از اعداد ۳ و ۲ را یک جمع‌وند می‌گویند؛ بنابراین عدد ۵ دارای افراز با یک جمع‌وند، دو افراز با دو جمع‌وند، دو افراز با سه جمع‌وند، یک افراز با چهار جمع‌وند و یک افراز با پنج جمع‌وند است.
در حالی که ۵ دارای دو افراز با سه جمع‌وند است، معادله {\displaystyle x_{1}+x_{2}+x_{3}=5} در مجموعه اعداد صحیح مثبت دارای شش جواب است که عبارت‌اند از:
(۱٬۳٬۱)(۳٬۱٬۱)(۱٬۱٬۳)(۲٬۲٬۱)(۲٬۱٬۲)(۱٬۲٬۲)

## فهرست ۱
در شمردن تعداد جواب‌های یک معادله، ترتیب در نظر گرفته می‌شود؛ ولی در شمردن تعداد افرازها، ترتیب جمع‌وندها مفهومی ندارد.

## نمودارهای افرازها
به افرازهای ۶ توجه کنید:
۳+۳ , ۵+۱ , ۴+۲

۲+۲+۲ , ۳+۲+۱ , ۴+۱+۱{{سخ} , ۲+۲+۱+۱ , ۲+۱+۱+۱+۱ , ۱+۱+۱+۱+۱+۱

فهرست ۲ '
یازده افراز وجود دارد، بنابراین می‌نویسیم p(6)=۱۰. همچنین می‌بینیم که تعداد افرازهای ۶
است.
تعداد افرازهایn را که تعداد جمع‌وندهای آنها کوچکتر یا مساویk است با نماد
{\displaystyle q_{k}(n)} نشان خواهیم داد. به ازای n=۶، فهرست (۲)ی بالا نشان می‌دهد که:
{\displaystyle q_{6}(6)=11***q_{5}(6)=10***q_{4}(6)=9***q_{3}(6)=7***q_{2}(6)=4***q_{1}(6)=1}

## فهرست ۳
چون عدد ۶ نمی‌تواند به بیشتر از شش جمع‌وند افراز شود، انتظار داریم که {\displaystyle q_{6}(6)} همان {\displaystyle q(6)}باشد. به همین ترتیب، به معنای تعداد افرازهایn است که دارای n جمع‌وند یا کمتراز n جمع‌وند است و بنابراین

همچنین می‌توان افرازها را بر حسب اندازه جمع‌وندها رده‌بندی کرد. فهرست (۱) نشان می‌دهد که تعداد افرازهای ۶،
به شباهت این فهرست با فهرست (۲) توجه کنید. همان طوری که خواهیم دید این امر تصادفی نیست. به علاوه اگر {\displaystyle q_{k}(n)} را تعداد افرازهایی ازn تعریف کنیم که هیچ‌یک از جمع‌وندهای آن ازk بزرگتر نباشد، نتیجه می‌گیریم که:
{\displaystyle p_{6}(6)=11\ p_{5}(6)=10\ p_{4}(6)=9\ p_{3}(6)=7\ p_{2}(6)=4\ p_{1}(6)=1}
این فهرست مشابه فهرست (۳) است. به طور کلی درست است که {\displaystyle q_{k}(n)=p_{k}(n)}

## برقراری رابطهqk(n)=pk(n){\displaystyle q_{k}(n)=p_{k}(n)}
اکنون توجه خود را به بعضی از حالت‌های خاص معطوف می‌داریم که ببینیم چرا این رابطه برقرار است.
افرازهای ۶ با سه جمع‌وند عبارت‌اند از:
```
۲+۲+۲ , ۳+۲+۱ , ۴+۱+۱

افراز ۱
```

افرازهای ۶ که بزرگترین جمع‌وند آنها ۳ است عبارت‌اند از:
```
۳+۱+۱+۱ , ۳+۲+۱ , ۳+۳

افراز ۲
```

برای اینکه تساوی تعداد افرازهای فهرست‌های (۱) و (۲) را ببینیم، از آنچه نمودار افرازها نامیده شده است استفاده می‌کنیم. نمودار افراز ۴+۱+۱ عبارت است از:
به همین ترتیب نمودارهای ۳+۲+۱ و۲+۲+۲ به صورت زیرند:
بنابراین نمودار یک افراز'n با'k جمع‌وند، صرفاً شامل k سطر از نقطه‌ها، هر سطر برای یک جمع‌وند است؛ سطری که بزرگترین جمع‌وند را نشان می‌دهد در بالا ظاهر می‌شود، نمایش بزرگترین جمع‌وند بعدی در زیر آن ظاهر می‌شود وقس علی‌هذا. تعداد سطرها برابر تعداد جمع‌وندها است، و تعداد نقطه‌ها در هر سطر برابر با اندازه هر جمع‌وند است. تعداد کل نقطه‌ها در نمودار یک افراز، مساویn است.
با عوض کردن سطرهای افقی و عمودی عکس نمودار به دست می‌آید. مثلاً:
عکس نمودار یک افراز n، مجدداً نمودار یک افرازn است. اگر نمودار اولیه افرازی با kجمع‌وند را نشان دهد (یعنی دارای k سطر باشد)، آن‌گاه عکس نمودار در اولین (بزرگترین) سطر دارایk نقطه است و بنابراین افرازی با ماکسیمم جمع‌وند k را نشان می‌دهد، مثلاً، افراز ۱۲ به ۴ جمع‌وند، یعنی، نمودار زیر را دارد.
و نمودار عکس آن، یعنی
افراز ۴+۲+۲+۲+۱+۱ عدد ۱۲ را نشان می‌دهد که بزرگترین جمع‌وند آن ۴ است؛ بنابراین می‌توان تناظر یک به یکی را که بین نمودارها و نمودارهای عکس وجود دارد به عنوان یک تناظر یک به یک بین افرازهایی از n با k جمع‌وند و افرازهایی nازk با بزرگترین جمع‌وند تعبیر کرد. در نتیجه تعداد افرازهایn بهk جمع‌وند با تعداد افرازهایی ازn ماکسیمم جمع‌وند آنها مساوی k است، برابر است.
به علاوه چون تعداد افرازهایی از به ۱، یا ۲، یا ۳، …، یاk جمع‌وند مساوی با تعداد افرازهایی ازn است که ماکسیمم جمع‌وندهای آن برابر ۱، یا ۲، یا ۳، …، یا k است، می‌توان گفت:
تعداد افرازهایی از n به k یا کمتر ازk جمع‌وند، برابر با تعداد افرازهایی از n است که بزرگترین جمع‌وند آنها از k بزرگتر نیست؛ به صورت نمادی،

## رابطه بازگشتی برای افرازها:pk(n)=pk−1(n−1)+pk(n−k){\displaystyle p_{k}(n)=p_{k-1}(n-1)+p_{k}(n-k)}
برهان: {\displaystyle p_{k}(n)} را معادل نوشتن {\displaystyle p_{k}(n)} به صورت k جمعوند فرض کردیم. چون منظور تعداد افرازهای نا مرتب است می‌توانیم افرازها را به صورت نزولی مرتب کنیم یعنی:
```

  

    

      

        

          
p

          

            
k

          

        

        
(

        
n

        
)

        
=

        

          
a

          

            
1

          

        

        
+

        

          
a

          

            
2

          

        

        
+

        

          
a

          

            
3

          

        

        
+

        
.

        
.

        
.

        
+

        

          
a

          

            
k

          

        

      

    

    
{\displaystyle p_{k}(n)=a_{1}+a_{2}+a_{3}+...+a_{k}}

  

```

و طبق فرض {\displaystyle a_{1}\geq a_{2}\geq a_{3}\geq ...\geq a_{k}}
حال {\displaystyle p_{k}(n)} را اینگونه به دو دسته تقسیم می‌کنیم:
دستهٔ اول: تعداد افرازهایی که در آن {\displaystyle a_{k}=1}
تعداد اعضای این دسته برابر است با {\displaystyle p_{k}(n)=p_{k-1}(n-1)}
زیرا چون دسته‌ها را نزولی فرض کرده‌ایم پس {\displaystyle a_{1}\geq a_{2}\geq a_{3}\geq ...\geq a_{k-1}\geq 1}
که مجموعاً افرازهای {\displaystyle p_{k}(n)=p_{k-1}(n-1)} را تشکیل می‌دهند
دستهٔ دوم :تعداد افرازهایی که در آن {\displaystyle a_{k}>1}
تعداد اعضای این دسته برابر با {\displaystyle p_{k}(n-k)} است
زیرا {\displaystyle a_{1}\geq a_{2}\geq a_{3}\geq ...\geq a_{k}\geq 1} و می‌توانیم به هر کدام از{\displaystyle a_{i}}]ا یک واحد اضافه کنیم و مثل افراز {\displaystyle p_{k}(n-k)} با آن رفتار کنیم

## پیوندها
- تولید افرازها
- مقاله‌ای پیرامون افرازهای اعداد صحیح
- معمایی در افراز یک عدد صحیح
- افرازهای دودویی اعداد صحیح